# Ми-Сочи
Ми-Со́чи (порт. Mé-Zóchi) — округ в государстве Сан-Томе и Принсипи. Расположен в центральной части острова Сан-Томе. Площадь 122 км². Население 38 668 человек (2006), это второй по численности населения округ в стране. Административный центр — город Тринидад.
Изменение численности населения округа
- 1940 18 422 (30,4 % численности населения страны)
- 1950 18 056 (30,0 % численности населения страны)
- 1960 20 374 (31,7 % численности населения страны)
- 1970 20 550 (27,9 % численности населения страны)
- 1981 24 258 (25,1 % численности населения страны)
- 1991 29 758 (25,3 % численности населения страны)
- 2001 35 105 (25,5 % численности населения страны)